# Polnjena kamela
Polnjena kamela je veličastna jed arabske kuhinje. Pripravljajo jo za največje svečanosti z dovolj velikim številom gostov in dovolj dolgim trajanjem (da jo v miru užijejo).
Osnovne sestavine so jajca, ki so vložena v ribe, te v piščance, ti v ovce in te v kamelo.